# Erich Reichert
Erich Walter Reichert (* 9. Juli 1949 in Hohenroda) ist ein deutscher Politiker (CDU). Er war von 1994 bis 1998 und von 2002 bis 2011 Mitglied des Landtages Sachsen-Anhalt.

## Leben
Nach Abschluss der 10. Klasse im Jahr 1966 machte Reichert von 1966 bis 1969 eine Lehre zum Zerspanungsfacharbeiter. Zwischen 1976 und 1978 war er Meister. Von 1966 bis 1976 arbeitete Reichert als Dreher und zwischen 1976 und 1990 als Meister im Zementanlagenbau Dessau.
Reichert ist seit 1994 Mitglied im Internationalen Förderverein „Katharina II.“ e. V. in Zerbst sowie seit 2000 Vorsitzender des Fördervereins „Eike von Repgow“. Er ist evangelisch, verheiratet und hat zwei Kinder.

## Politik
Erich Reichert trat 1971 der DDR-Blockpartei CDU bei. Von 1990 bis 1995 war er Vorsitzender und seit 1995 ist er Beisitzer im CDU-Kreisvorstand Köthen. Seit 1992 ist Reichert ehrenamtlicher Bürgermeister von Reppichau.
Reichert wurde in der 2. sowie in der 4. und 5. Wahlperiode in den Landtag von Sachsen-Anhalt gewählt, wobei er für den Wahlkreis 23 (Zerbst) antrat. Im Landtag ist er Mitglied im Ausschuss für Inneres, in der Parlamentarischen Kontrollkommission, im Ausschuss für Recht und Verfassung, im Wahlprüfungsausschuss sowie im Zehnten Parlamentarischen Untersuchungsausschuss (Polizeiarbeit). 2011 trat er aus Altersgründen nicht wieder zur Wahl an.